# گرومیتس
گرومیتس (به آلمانی: Grömitz) یک شهر در آلمان است که در استهلشتاین واقع شده‌است. گرومیتس ۷٬۷۸۴ نفر جمعیت دارد.

## خواهرخوانده
شهر کولونگزبورن خواهرخواندهٔ گرومیتس هست.